# بدمینتون در المپیک تابستانی ۲۰۰۴
بدمینتون در بازی‌های المپیک تابستانی ۲۰۰۴ نام رویداد ورزش بدمینتون در بازی‌های المپیک تابستانی بود که در سال ۲۰۰۴ برگزار شد.

## نتایج
| رویداد        | طلا                                       | نقره                                        | برنز                                      |
| انفرادی مردان | توفیق هدایت · اندونزی                     | شون سونگ-مو · کره جنوبی                     | سونی دوی کونچورو · اندونزی                |
| دونفره مردان  | ها تائه-کوون · و کیم دونگ-مون · کره جنوبی | لی دونگ-سو · و یو مینگ-سونگ · کره جنوبی     | انگ هیان · و فلاندی لیمپله · اندونزی      |
| انفرادی زنان  | ژانگ نینگ · چین                           | میا آودینا · هلند                           | ژو می · چین                               |
| دونفره زنان   | یانگ وی (بدمینتون‌باز) · و ژانگ جیون · چین | گائو لینگ · و هوانگ سوی · چین               | لی کیونگ-وون · و را کیونگ-مین · کره جنوبی |
| دونفره مختلط  | گائو لینگ · و ژانگ جون · چین              | گیل امز · و ناتان رابرتسون · بریتانیای کبیر | ین اریکسن · و مته اسکولداگر · دانمارک     |

## جدول مدال‌ها
| رتبه | کشور                 | طلا | نقره | برنز | مجموع |
| ۱    | چین (CHN)            | ۳   | ۱    | ۱    | ۵     |
| ۲    | کره جنوبی (KOR)      | ۱   | ۲    | ۱    | ۴     |
| ۳    | اندونزی (INA)        | ۱   | ۰    | ۲    | ۳     |
| ۴    | بریتانیای کبیر (GBR) | ۰   | ۱    | ۰    | ۱     |
| ۴    | هلند (NED)           | ۰   | ۱    | ۰    | ۱     |
| ۶    | دانمارک (DEN)        | ۰   | ۰    | ۱    | ۱     |

## کشورهای شرکت کننده
ورزشکاران ۳۱ کشور در این مسابقات به رقابت با یک دیگر پرداختند.
| - استرالیا (۶) - بلغارستان (۲) - کانادا (۷) - چین (۱۸) - چین تایپه (۵) - دانمارک (۱۲) - فنلاند (۳) - فرانسه (۳) - آلمان (۶) - بریتانیای کبیر (۱۱) - یونان (۲) | - گواتمالا (۱) - هنگ کنگ (۵) - هند (۳) - اندونزی (۱۴) - جامائیکا (۱) - ژاپن (۱۱) - مالزی (۶) - هلند (۴) - نیوزیلند (۲) - نروژ (۱) - پرو (۱) | - لهستان (۳) - روسیه (۲) - سنگاپور (۳) - آفریقای جنوبی (۶) - کره جنوبی (۱۵) - اسپانیا (۲) - سوئد (۳) - تایلند (۸) - ایالات متحده آمریکا (۲) |